# 左座翔丸
左座 翔丸（ぞうざ しょうまる、10月31日 - ）は、日本の声優、舞台俳優。熊本県出身。ステイラック所属。

## 略歴
2016年にステイラック附属養成所・Follow-Upを経て、2018年4月よりステイラックに所属。

## 人物
趣味・特技はカードゲーム、映画鑑賞、弓道、スタジオジブリやディズニーを題材としたトーク。

## 出演
太字はメインキャラクター。

### テレビアニメ
2018年
- Lostorage incited WIXOSS（男性）
- 実験品家族 -クリーチャーズ・ファミリー・デイズ-（男性）
- ハッピーシュガーライフ（男）
- 千銃士（レジスタンス）
- プラネット・ウィズ（シリウス兵1、コメンテーター2）
- アンゴルモア 元寇合戦記（多助、オチルバト側近、刀伊祓󠄂兵、蒙古兵）
- イナズマイレブン アレスの天秤（花咲泰全）
- うちのメイドがウザすぎる!（職員）
- 俺が好きなのは妹だけど妹じゃない（男子生徒E）
- 叛逆性ミリオンアーサー（2018年 - 2019年、モブアーサー、男C、待人、グリーン、山賊アーサー2 他） - 2シリーズ
- FAIRY TAIL（2018年 - 2024年、信者、アルバレス兵、兵士、魔導士、ロベルト） - 2シリーズ

2019年
- ワンパンマン（男性市民、悪党）
- 群青のマグメル（機長、助手、操縦士、男、スタイリスト）
- どろろ（手下B）
- ダイヤのA actII（2019年 - 2020年、佐々木伸介、市大部員、九条、北方、黒瀬修平 他）
- ダンベル何キロ持てる?（ジムの会員）
- トライナイツ（アナウンス）
- Fate/Grand Order -絶対魔獣戦線バビロニア-（ウルク兵士）
- 私、能力は平均値でって言ったよね!（モーブ、グレン、盗賊団団長、ブラウン、隊長 他）
- ポチっと発明 ピカちんキット（司会者）
- ACTORS -Songs Connection-（学生）

2020年
- ソマリと森の神様（街の住人、人狩り）
- ネコぱら（新幹線アナウンス、男性客）
- 痛いのは嫌なので防御力に極振りしたいと思います。（ギルド兵3）
- 歌舞伎町シャーロック（隊員）
- LISTENERS リスナーズ（住人B、ミミナシ）
- 八男って、それはないでしょう!（ドラン）
- カードファイト!! ヴァンガード外伝 イフ-if-（黒服）
- ジビエート（男、兵）
- 彼女、お借りします（2020年 - 2025年、カラオケ村店長 / 牛出博、家老、医師、主治医、岩船） - 4シリーズ
- 最響カミズモード!（2020年 - 2021年、ナレーション）
- ブラッククローバー（デビル・ビリーバー、フローガ）

2021年
- 装甲娘戦機（通信士、店主、C国要人）
- EX-ARM エクスアーム（近藤）
- 怪病医ラムネ（体育教師、悪党2、門下生1）
- 五等分の花嫁∬（イケメン俳優）
- セブンナイツ レボリューション -英雄の継承者-（町人）
- 聖女の魔力は万能です（騎士団員、男性貴族、魔導師）
- 擾乱 THE PRINCESS OF SNOW AND BLOOD
- 不滅のあなたへ（男）
- 憂国のモリアーティ（市民）
- 月が導く異世界道中（2021年 - 2024年、リズー、オーク長、デレク、試験官、アガレス 他） - 2シリーズ
- ゲッターロボ アーク（左座隊員、警備員A）
- ジャヒー様はくじけない!（魔族D、ギャルソン、住人A、警官B、客 他）
- 異世界食堂2（追手）
- 王様ランキング（2021年 - 2023年、旅人、騎士、男、劇団員、隊長 他） - 2シリーズ
- サクガン（若者A）
- 海賊王女（水兵A）
- 世界最高の暗殺者、異世界貴族に転生する（ヴィコーネ兵長）

2022年
- 最遊記RELOAD -ZEROIN-（男、村人、妖怪）
- プリンセスコネクト!Re:Dive Season 2（カルミナ親衛隊A）
- 賢者の弟子を名乗る賢者（レイナード、護衛の男）
- ハコヅメ〜交番女子の逆襲〜（署員）
- アオアシ（谷口、李容植、ロアン美濃、主審、久留米選手）
- SPY×FAMILY（2022年 - 2023年、黒服の男、イケニエール、イーデン校教師、アナン・ボリック、ビーデス 他） - 3シリーズ
- 薔薇王の葬列（従者B）
- プリマドール（将校B、男性客）
- 転生賢者の異世界ライフ 〜第二の職業を得て、世界最強になりました〜（ファイアドラゴン、宿屋の主人）
- 最近雇ったメイドが怪しい（郵便局員）
- 転生したら剣でした（ツインヘッド・ベア、赤犬族の子分②、冒険者、獣人①、ボブゴブリン③ 他）
- 惑星のさみだれ（ヤクザ）
- ポプテピピック TVアニメーション作品第二シリーズ（先生）
- 農民関連のスキルばっか上げてたら何故か強くなった。（村の男1）

2023年
- The Legend of Heroes 閃の軌跡 Northern War（剣兵、村人たち、乗客たち）
- ヴィンランド・サガ（奉公人）
- 火狩りの王（2023年 - 2024年、神族） - 2シリーズ
- THE MARGINAL SERVICE（ディエゴ、副隊長、オークション司会、アナウンス、アーニー 他）
- 事情を知らない転校生がグイグイくる。（親戚の人）
- 魔法使いの嫁 SEASON2（エッヘ・ウーシュカ）
- 鬼滅の刃 刀鍛冶の里編
- ゾン100〜ゾンビになるまでにしたい100のこと〜（モブホスト3）
- 名探偵コナン（男性）
- るろうに剣心 -明治剣客浪漫譚- (2023)（2023年 - 2025年、護衛、志々雄の部下） - 2シリーズ
- AIの遺電子（謝罪屋A）
- アンデッドガール・マーダーファルス（クヌート）
- EDENS ZERO（ナセ）
- 鴨乃橋ロンの禁断推理（2023年 - 2024年、鑑識、運転手、スタッフ、刑事、日比野 他） - 2シリーズ
- とあるおっさんのVRMMO活動記（プレイヤー）
- ブルバスター（青年団員）
- 薬屋のひとりごと（2023年 - 2025年、青年武官、武官、宦官、仕切り役） - 2シリーズ
- ビックリメン（不良A）
- はめつのおうこく（司会、廃棄民）

2024年
- 戦国妖狐（断怪衆、猩々、巨大天狗、千の闇、心蟬 他） - 2シリーズ
- 魔都精兵のスレイブ（一本角 / 鬼童丸）
- 青の祓魔師 シリーズ（2024年 - 2025年、祓魔師、賢座庁の祓魔師） - 2シリーズ
- 最弱テイマーはゴミ拾いの旅を始めました。（裏切者冒険者B）
- 出来損ないと呼ばれた元英雄は、実家から追放されたので好き勝手に生きることにした（貴族、村人、悪魔、民衆、エルフの男 他）
- 戦隊大失格（戦闘員Z / ウルトライガー、日々輝の父）
- ヴァンパイア男子寮（警察官）
- 喧嘩独学（おへそ男）
- Unnamed Memory（イオセフ）
- 俺は全てを【パリイ】する 〜逆勘違いの世界最強は冒険者になりたい〜（ミノタウロス、長老、人間C、兵士A）
- ばいばい、アース（2024年 - 2025年、町人、スノウ、剣士、神官） - 2シリーズ
- チ。-地球の運動について-（審問官）

2025年
- 青のミブロ（門人）
- どうせ、恋してしまうんだ。
- クラシック★スターズ（カメラマン、デザイナー）
- 中禅寺先生物怪講義録 先生が謎を解いてしまうから。（手下）
- 鬼人幻燈抄（町人）
- ちょっとだけ愛が重いダークエルフが異世界から追いかけてきた（米屋店主）
- 神統記（テオゴニア）（ラグ村兵士）
- まったく最近の探偵ときたら（崇子の夫、健さん、報道アナウンサー、ヒロ斉藤、ピザの配達員 他）
- 水属性の魔法使い（冒険者A、講師、ウォーレン、騎士）
- Dr.STONE SCIENCE FUTURE（ゼノ兵）

### 劇場アニメ
- 映画 五等分の花嫁（2022年）
- 劇場版 PSYCHO-PASS サイコパス PROVIDENCE（2023年、行動課局員）
- 劇場版 SPY×FAMILY CODE: White（2023年、軍人）

### Webアニメ
- 黒猫モンロヲ（2018年、ブルおじさん[5]）
- 攻殻機動隊 SAC_2045（2020年、警官B）
- ぶらどらぶ（2021年、生徒）
- TIGER & BUNNY 2（2022年、泥棒）
- Shenmue the Animation（2022年、メンバー）
- BASTARD!! -暗黒の破壊神-（2022年 - 2023年、カルの部下、騎士、忍者、城兵、ハメット[6]） - 2シリーズ[一覧 14]
- サイバーパンク エッジランナーズ（2022年、トラウマチーム）
- 七つの大罪 怨嗟のエジンバラ（2022年、街人A）
- T・Pぼん（2024年、ウィル） - 2シリーズ[一覧 15]

### ゲーム
2018年
- デート・ア・ライブ（チンピラ 他）
- プリンセスコネクト!Re:Dive（2018年 - 2019年、具現化した願い、男性）
- WAR OF BRAINS Re:Boot（次元の番人 インフェルノ）
- 戦国DRIVE（織田信長、前田利家、本多忠勝）
- サンドリヨンパリカ（王様 他）
- 刀使ノ巫女 刻みし一閃の燈火（ボディーガード）
- クルセイダークエスト（トール）

2019年
- 幻想喫茶アンシャンテ
- モンスターハンターワールド：アイスボーン（若頭）

2020年
- OCTOPATH TRAVELER 大陸の覇者（ワッパ）
- コール オブ デューティ ブラックオプス コールドウォー
- オランピアソワレ（扶桑 他）

2021年
- 時計仕掛けのアポカリプス（カルセド・ヘルトリング）
- タイムディフェンダーズ（カエサベラヌス）
- PSYCHIC ECLIPSE-サイキックイクリプス-（ブルーノ・バートランド）
- 薄桜鬼 真改 黎明録（伊庭軍兵衛）
- ウインドボーイズ!

2022年
- even if TEMPEST 宵闇にかく語りき魔女
- ラディアンテイル
- アラド戦記（女格闘家のアナウンサーボイス）

2025年
- ヘブンバーンズレッド（その他）

未定
- 戦国小町苦労譚 語絵巻 - カタリエマキ -（ルイスフロイス）

### ドラマCD
- D5 5人の探偵vol.2（構成員）
- みはらドロップス（中島鼻男）
- Landreaall 40 特装版コミックス（従騎士A）
- 乙女ゲー世界はモブに厳しい世界です（2020年、クリス[12]） - 小説第6巻 ドラマCD付き限定版及びドラマCD+シナリオブック付特装版付属
- アークナイツ ウルサスの子供たち（2023年）

### BLCD
- 恋色指標（岡田）
- とろけるくちびる
- 雛鳥は汐風にまどろむ（マスター）
- やまない不幸の終わらせ方（山内）

### 吹き替え

#### 映画
- アーバン・レジェンド 死霊都市伝説（街の男）
- アダム&アダム（デレク）
- アフガン・サバイバー（ノア）
- アメリカン・アニマルズ（エリック・ボーサク）
- イレイザー: リボーン
- インベイド（ベイリー）
- インベージョン
- ウェイ・ダウン（ムニョス）
- エクソシスト 信じる者（マドックス神父〈E・J・ボニーリャ〉[13]）
- オーシャンズ・ウォー（マルカ）
- カムバック・トゥ・ハリウッド!!（デヴォン）
- 機関城 モータル・ラビリンス（楊成）
- キャッシュトラック（サム）
- キル・チーム（ウェプラー）
- 告白、あるいは完璧な弁護（ペク刑事）
- サイキッカー 超人覚醒（コール）
- ザ・コンクエスト シベリア大戦期（バタ）
- ザ・ハーダー・ゼイ・フォール: 報復の荒野
- 三国志 呂布 鬼神伝（手下兄）
- シティーコップ 余命30日?!のヒーロー
- 修羅の花（ジェチョル）
- シングル・オール・ザ・ウェイ
- シン・タイタニック（ブライアン）
- セイビング・レニングラード 奇跡の脱出作戦（ミハイロフ）
- セント・エルモス・ファイアー（トロイ[14]）※ザ・シネマ版
- ダークサイド（無線男2）
- タイム・ガーディアンズ 異界の魔女と時をかける少女
- タイムボム 爆弾解除、ミスしたら即死。（イゴール）
- チキンがおいしいレストラン（アルフレッド　他）
- ドミノ（ワトキンス[15]）
- トムとジェリー（通る父親[16]）
- ドリームプラン
- ねじれた家（ユースタス）
- ハッピーシェフ! 恋するライバル [17]
- ヒーズ・オール・ザット
- FALL/フォール（ダン〈メイソン・グッティング〉[18]）
- 武道実務官
- フライ・ミー・トゥ・ザ・ムーン[19]
- ブラック・ウィッチ（刑事男）
- 蛇王島 キングスネーク・アイランド（マー）
- 僕の巡査（警察）
- ボブ・マーリー:ONE LOVE（クリス・ブラックウェル〈ジェームズ・ノートン〉[20]）
- M3GAN ミーガン（刑事〈ミレン・ベアード〉）
- Mr.ノボカイン（セラピスト[21]）
- ミッドウェイ（デイヴィス[22]）
- ムーンフォール（エイヴリー[23]）
- モラルセンス 〜君はご主人様〜（ホン課長）
- 黄泉がえる復讐（裁判官、キム刑事）
- レイジング・ファイア（チウ）
- レジェンド・オブ・フォックス 妖狐伝説（張道士、劉道然）
- レッド・エージェント 愛の亡命（オレグ）
- レッド・ハンター（バーテンダー）

#### ドラマ
- 愛の不時着（チャンシク〈コ・ギュピル〉[24]）
- 暗黒と神秘の骨
- イカゲーム
- ヴィンチェンツォ
- WALKER/ウォーカー（クリント）
- エクスパンス -巨獣めざめる- シーズン6
- FBI: 特別捜査班 シーズン3、4
- FBI: Most Wanted 〜指名手配特捜班〜
- Lの世界 ジェネレーションQ（マイカ・リー〈レオ・シェン〉）
- おくびょうねこな私たち（フランク）
- 還魂（チュン）
- 刑事モース〜オックスフォード事件簿〜（ルパート）
- ゴッドファーザー・オブ・ハーレム シーズン2
- The Sinner -隠された理由-
- ザ・ルーキー 40歳の新米ポリス!? シーズン2（親切男）
- ジーニアス:アレサ
- ジニー&ジョージア シーズン2
- ジュビリー 〜ボリウッドの光と影〜
- スタートアップ: 夢の扉[25]（サハ彼氏 他）
- ZeroZeroZero 宿命の麻薬航路（ロコ）
- ダイバーズ・クラブ（ヘイデン）
- チェルノブイリ（バレラ・ペレボチェンコ 他）
- 地球最後のバス
- ドクター・フー シーズン12（ポリドリ）
- トップボーイ（モー、ルーベン、リッキー）
- 9-1-1: LA救命最前線 シーズン1-3
- 二十五、二十一（イジン叔父）
- バレービューのヴィランたち
- ハンドメイズ・テイル/侍女の物語（デビッド）
- ブラック・マフィア・ファミリー（キュー）
- マラドーナ 〜夢をつかんだ神の子〜
- メア・オブ・イーストタウン / ある殺人事件の真実（ケニー）
- リトル・ファイアー〜彼女たちの秘密（ジム）
- LUCIFER/ルシファー シーズン6
- LUPIN/ルパン
- レジデント 型破りな天才研修医 シーズン2（ブレント）
- LAW & ORDER:性犯罪特捜班 シーズン14
- LAW & ORDER:組織犯罪特捜班（ジョーイ）
- ロックウッド除霊探偵局

#### テレビ番組
- キッズ・イン・ザ・ホール〜コメディの反逆児〜（ベリーニ）

#### アニメ
- アドベンチャー・タイム:遥か遠い世界で（シャフター）
- カタツムリと鯨（大人カタツムリ、消防士）
- こちら、どうぶつたんていきょく
- 少女ヴァニーユ カリブの島で大冒険（ロイック）
- スピリット 未知への冒険
- ディスカバー・ビースト 〜愉快で残酷な野生のヒミツ〜
- ビッグシティ・グリーン
- ルドルフ 赤鼻のトナカイ（コメット）
- レゴシティ　アドベンチャーズ（モリス、フレンドリッヒ）
- 烈火澆愁（季清晨 / ジー・チンチェン）

### デジタルコミック
- ゴルゴ×外務省 安全対策マニュアル（作業員）
- 最響カミズモード!（Mr.テラー、その他すべてのキャラクター）
- ぱちLOVE!（左右田店長[26]）

### ボイスオーバー
- Unlikely Animal Friends
- カウントダウンtoライダーカップ（ジャン・バンデベルデ、アレクサンダー・ノーレン、実況アナ）
- 9.11：アメリカを襲ったあの日の出来事
- ナルコワールド：麻薬取引の実態（ディエゴ、ピスタチオ、ジャクソン、ヘイズ）
- ネクスト・イン・ファッション（ダニエル）
- ビッグ・フラワー・ファイト（ヘンク、アンドリュー）
- 氷点下で生きるということ（マイケル・マンゾー）
- 冒険!世界ミステリーハンター シーズン4
- Last Unknown, The 秘境探検〜野生の秘密〜（ジェフ）
- Wild Expectations パタゴニア ピューマを捜して（クリスチャン）

### ナレーション
- イケトレ!（CMナレーション）
- ガンダムパーク福岡（PVナレーション）
- 情報最前線!アニメンタリー
- ぶらり経済街歩き〜巷から読み取るビジネス知識〜

### パチンコ・パチスロ
- CR義風堂々!! 〜兼続と慶次〜（宇喜多秀家、千利休）

### 舞台
- Howl Bell 第二回公演「一日探偵~死体無き殺人」
- ことだま屋本舗EXステージvol.4「戦国新撰組-結-/さんばか」（本多忠勝、河上彦斎）[27]
- ことだま屋本舗EXステージvol.5「宇宙人プルカ レオナルド危機一髪　闇狩人Δ」（パードレの秘書、ナレーション 他）[28]

### ボイスオーバー
- カウントダウン to ライダーカップ（ゴルフネットワーク。ジャン・バンデベルデ、アレクサンダー・ノーレン、実況アナ）

### その他コンテンツ
- サントリー 前代未聞の異世界リサイクルライフ（ワケナイ）
- tempen.jp ディスイズマイハウス（不良A）
- オーディオブック 謎解きはディナーのあとで
- 『異世界ひろゆき』コミックス発売プロモーション動画（ベゲーク、2022年）[29]

### シリーズ一覧
1. ↑  第1シーズン（2018年）、第2シーズン（2019年）
2. ↑  第3期（2018年 - 2019年）、続編『100年クエスト』（2024年）
3. ↑  第1期（2020年）、第2期（2022年）、第3期（2023年）、第4期（2025年）
4. ↑  第一幕（2021年）、第二幕（2024年）
5. ↑  第1作（2021年 - 2022年）、第2作『勇気の宝箱』（2023年）
6. ↑  Season 1:第1クール（2022年）、Season 1:第2クール（2022年）、Season 2（2023年）
7. ↑  第1シーズン（2023年）、第2シーズン（2024年）
8. ↑  第1期『序幕東京』（2023年）、第2期『京都動乱』（2025年）
9. ↑  1st Season（2023年）、2nd Season（2024年）
10. ↑  第1期（2023年 - 2024年）、第2期（2025年）
11. ↑  第一部『世直し姉弟編』（2024年）、第二部『千魔混沌編』（2024年）
12. ↑  第3期『島根啓明結社篇』（2024年）、第4期『終夜篇』（2025年）
13. ↑  第1シーズン（2024年）、第2シーズン（2025年）
14. ↑  第1期（2022年）、第2期『地獄の鎮魂歌編』（2023年）
15. ↑  シーズン1（2024年）、シーズン2（2024年）

### 初出話一覧
1. ↑  第37話初出
2. 1 2 3  第9話初出
3. 1 2  第14話初出
4. ↑  第13話初出
5. ↑  第22話初出
6. ↑  第24話初出
7. ↑  第38話初出
8. 1 2  第44話初出
9. 1 2 3 4 5 6 7  第6話初出
10. 1 2  第33話初出
11. 1 2 3 4 5  第3話初出
12. 1 2 3 4  第15話初出
13. ↑  第45話初出
14. ↑  第一部 第2話初出
15. ↑  第一部 第6話初出
16. ↑  第一部 第8話初出
17. ↑  第二部 第2話初出
18. ↑  第二部 第5話初出
19. 1 2 3  第11話初出
20. 1 2  第4期『終夜篇』 第9話初出
21. ↑  第3期 第4話初出
22. 1 2 3 4 5 6 7 8  第1話初出
23. 1 2 3 4  第4話初出
24. 1 2 3  第5話初出
25. 1 2 3  第8話初出
26. ↑  第10話初出
27. ↑  第12話初出
28. ↑  第16話初出
29. 1 2  第7話初出
30. 1 2  第2話初出